# 송암초등학교
송암초등학교는 대한민국 충청남도 태안군에 있는 공립 초등학교이다.

## 학교 연혁
- 1963	02. 01	태안국민학교 송암분교장으로 인가
- 1964	04. 07	송암국민학교 개교
- 1981	03. 09	송암국민학교 병설유치원 개원
- 1996	03. 01	송암초등학교 교명 변경
- 2016	02. 04	제52회 졸업(13명 졸업, 총3148명)
- 2016	03. 01	초등 6학급, 유치원 1학급 편성

## 참고 자료
- 송암초등학교 - 한국교육학술정보원 학교알리미